# Pierre de Fal

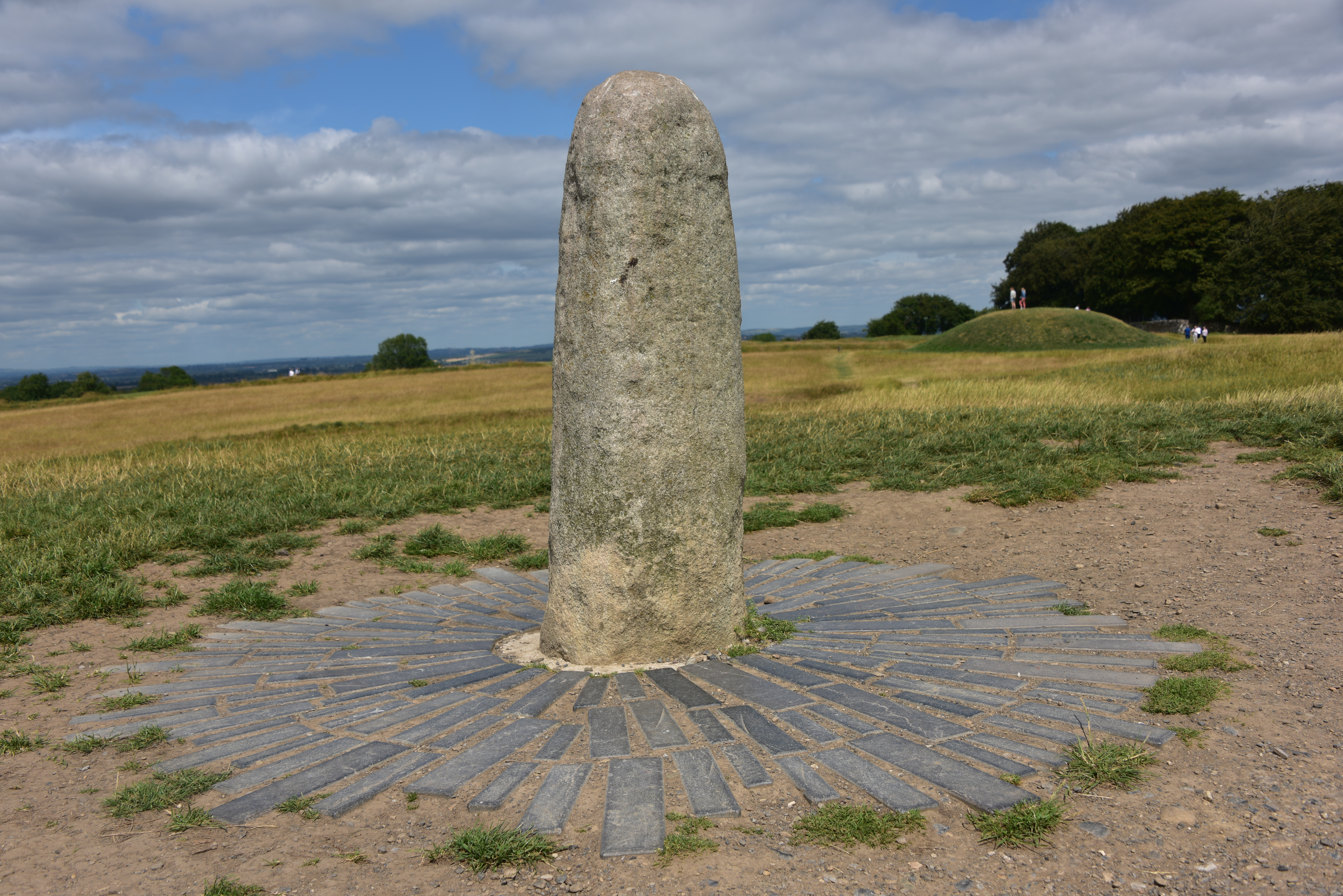
La Pierre de Fal de Tara.

Dans la mythologie celtique irlandaise, la Pierre de Fal (irlandais : Lia Fáil, gaèlique écossais: Lia Fàil, parfois écrit Fâl, surnommée la « pierre du destin ») est l'un des cinq talismans apportés par les Tuatha Dé Danann en Irlande. Elle provient de l'île dirigée par Morfessa, Falias, dont elle tire son nom. 
Il existe au moins deux pierres de Fal, une à Tara, capitale mythique de l'Irlande, et une autre à Édimbourg, capitale de l'Écosse. La première est aussi connue comme la Pierre de coronation de Tara.
La Pierre de Fal symbolise le pouvoir légitime et la souveraineté. C'est un exemple des cultes celtes de stations, avec des rochers à oracles. Ici, d'après la légende, si un homme digne de la royauté suprême s'assoit dessus, la Pierre crie. Le roc commence à chanter au moment où celui qui est digne d'être roi s'y assied. L'accusé qui monte sur la roche devient blanc s'il est innocent. En présence d'une femme condamnée à rester stérile, la pierre transpire du sang, et du lait si elle peut espérer une maternité. Selon la tradition écossaise, la pierre du destin serait la pierre que Jacob utilisa comme oreiller. Les Gaels de Dal Riada l'auraient emportée en Écosse pour le couronnement de leurs rois. Depuis celui de Kenneth Mac Alpin, autour de 847, ils étaient sacrés debout sur la pierre.